# Conus episcopus
Espèce
Conus episcopus est une espèce de mollusques gastéropodes marins de la famille des Conidae.
Comme toutes les espèces du genre Conus, ces escargots sont prédateurs et venimeux. Ils sont capables de « piquer » les humains et doivent donc être manipulés avec précaution, voire pas du tout.

## Taxonomie

### Publication originale
L'espèce Conus episcopus a été décrite pour la première fois en 1792 par le conchyliologiste danois Christian Hee Hwass dans « Encyclopédie méthodique ou par ordre de matières Histoire naturelle des vers - volume 1 » écrite par le naturaliste français Jean-Guillaume Bruguière (1750-1798),.

### Synonymes
- Conus (Darioconus) episcopus Hwass, 1792 · appellation alternative
- Conus episcopus mauritiensis Lauer, 1992 · non accepté
- Conus omaria var. marmoricolor Melvill, 1900 · non accepté
- Conus rubiginosus Hwass, 1792 · non accepté
- Darioconus episcopus (Hwass, 1792) · non accepté
- Darioconus rubiginosus (Hwass, 1792) · non accepté

### Sous-espèces
- Conus episcopus mauritiensis Lauer, 1992 accepté en tant que Conus episcopus Hwass, 1792

### Variétés
- Conus episcopus var. elongatus Adam & Leloup, 1937 accepté en tant que Conus episcopatus da Motta, 1982
- Conus episcopus var. oblongus Fenaux, 1942 accepté en tant que Conus episcopatus da Motta, 1982